# よしもとバラエティ
よしもとバラエティは、2009年10月9日（日付上は、同年10月10日）から2012年5月6日（日付上は、同年5月7日）まで毎日放送で放送されたバラエティ番組枠の冠タイトルである。

## 概要
これまで、毎日放送金曜日深夜（日付上は土曜日未明）には『映画へようこそ!』という映画番組が放送されてきたが、2009年9月を以って無期限の放送休止（実質の打ち切り）となった。
そこで、この空いた枠に毎日放送の関連会社であるGAORAで放送されていた『千鳥のぼっけぇTV!』の遅れネットを開始することになった。
2009年12月11日からは『銀シャリのbaseベイベー』も開始され、『千鳥のぼっけぇTV!』と交互に放送された。
2012年4月15日から両番組の終了までは日曜深夜（月曜未明）で放送された後廃枠となった。

## 放送された番組
- 千鳥のぼっけぇTV!
- 銀シャリのbaseベイベー→銀シャリの5upベイベー

| スタブアイコン | サブスタブ | この項目は、まだ閲覧者の調べものの参照としては役立たない、テレビ番組に関連した書きかけの項目です。この項目を加筆・訂正などしてくださる協力者を求めています（P:テレビ/PJ:放送または配信の番組）。 |